# Irving Bustamante
Irving Bustamante es un deportista cubano que compitió en atletismo adaptado. Ganó tres medallas en los Juegos Paralímpicos de Atenas 2004.

## Palmarés internacional
| Juegos Paralímpicos | Juegos Paralímpicos | Juegos Paralímpicos | Juegos Paralímpicos |
| Año                 | Lugar               | Medalla             | Prueba              |
| ------------------- | ------------------- | ------------------- | ------------------- |
| 2004                | Atenas (Grecia)     | Medalla de plata    | 4 × 100 m T11-13    |
| 2004                | Atenas (Grecia)     | Medalla de bronce   | 100 m T13           |
| 2004                | Atenas (Grecia)     | Medalla de bronce   | 200 m T13           |